# Marisa Rueda
Marisa Rueda (Buenos Aires, 1941 - Londres, 2022) fue una artista plástica feminista argentina que se especializó principalmente en la escultura y el uso de la cerámica.

## Biografía

### En Argentina
Marisa Rueda nació en 1941 en Buenos Aires, y era la mayor de tres hermanas. Sus padres eran inmigrantes españoles que se habían conocido en Argentina y fundaron una empresa textil especializada en lencería femenina. Estudió en la Escuela Nacional de Bellas Artes Prilidiano Pueyrredón graduándose en el año 1960. Allí comenzó a desarrollar sus habilidades creativas y aplicarlas al diseño de lencería al graduarse. Sin embargo, ella no quería dedicarse al negocio familiar, por lo que luchó para lograr que le permitieran dedicarse al arte. Es así como comenzó a especializándose en cerámica, logrando ubicarse como una de las artistas más importantes del país en ese rubro. Ganó varios premios, como en las exposiciones anuales de cerámica de Buenos Aires, en los años 1968 y en 1973; así como una medalla de oro en la VI Bienal Internacional de Cerámica de Arte en Vallauris, Francia, en 1976.

### En Inglaterra
Marisa viajó a Inglaterra a principios de la década de 1970, radicándose en Londres. Sin embargo la tiempo volvió a la Argentina. Finalmente, en 1976 y en el marco del golpe de estado del 24 de marzo ella decidió mudarse a Londres nuevamente. Allí se estableció primero en Notting Hill, al oeste de Londres. Ante una amenaza de desalojo del edificio donde vivían, decidió fundar, junto a entre otros escritor y activista Nicholas Albery, la República Frestoniana, inspirada en la ciudad libre de Christiania en Copenhague.
En estos años conoció a su futuro marido Barry Chaplin, con quien tuvo una hija a quien llamaron Cristina. La pareja se divorció en 1993. En la década de 1980 se involucró en grupos artísticos feministas. Su obra se incluyó en la exposición "Imágenes de hombres por mujeres" de 1981 en el Instituto de Arte Contemporáneo de Londres. Allí presentó dos obras que representaban la barbarie masculina y el régimen de terror que ejercían en Argentina. A partir de allí participó en distintas exposiciones de galerías de arte en diversas localidades del Reino Unido, así como distintos países, como España, Italia, los Países Bajos, Argentina e India. A fines de la década de 1990 realizó una residencia artística de dos años en el municipio de Hammersmith y Fulham, donde desarrolló proyectos comunitarios. Finalizó la residencia con la creación de una escultura para Shepherds Bush Green.
A partir de la década de 1990 comenzó a sufrir artritis, lo que le dificultó manipular la arcilla con las manos o trabajar con materiales a gran escala.  Es por ello que comenzó a trabajar con otros medios, como textiles, fotografía y cine, para crear instalaciones y performances. También fundó, junto con Adele Howitt la organización benéfica Artes para Movimientos en la Educación (AME, en inglés: Arts for Movements), donde daba  clases de artes y manualidades a adultos con discapacidades de aprendizaje. También fue miembro de la Asociación para el Avance Cultural a través de las Artes Visuales (ACAVA) y la Royal Society of Sculptors. Su obra se encuentra en la colección de la Colección Essex de Arte de América Latina (ESCALA).
En los últimos años de vida se dedicó a trabajar con comunidades rurales de la India y la lucha contra el cambio climático. Falleció en Londres en marzo de 2022 a los 80 años.